# Grand Jardin de Dresde
Le Grand Jardin de Dresde (Großer Garten) est un parc qui entoure le palais du Jardin de Dresde (Saxe) et qui a été dessiné pour le prince Jean-Georges III de Saxe à partir de 1676, dans le style baroque. Il a été plusieurs fois agrandi au cours de son histoire et s'étend aujourd'hui sur une surface d'1,8 km2 (1 900 mètres x 950 mètres). Il est ouvert au public depuis 1814.

## Historique et Description

Carte du Grand Jardin de Dresde

Le parc se trouve à 1,2 km à l'est du centre historique de la ville de Dresde auquel il est relié par les lignes d'autobus.

### Les débuts baroques
Les premiers plans du jardinier Martin Göttler dessinent un rectangle d'1,9 km2 avec le palais de Jean-Georges III en son exact milieu, tandis que le parc est délimité par un canal l'entourant, mais Johann Friedrich Karcher modifie les plans lorsqu'il devient jardinier principal (Obergärtner) de 1683 à 1722, s'inspirant du style français. Le jardin est alors dessiné en forme de croix avec des allées diagonales et secondaires. En 1693-1694, il dessine les plans de huit pavillons (Kavaliershäuser) reliés entre eux par des chaînes et des murets et fermant un premier jardin rectangulaire entourant directement le palais. En 1694, Auguste le Fort monte sur le trône et les travaux du parc parviennent à leur terme. Cependant la Grande Guerre du Nord provoque le siège de Dresde par les Suédois en 1706, Auguste le Fort perdant son trône de Pologne, jusqu'en 1709. Le parc est restauré est illuminé de mille feux pour la venue du roi Christian IV de Danemark pendant un mois à l'été 1709. On y donne des feux d'artifice, des mascarades, un bal des dames, un bal des quatre continents, etc. qui nécessitent la construction de décors temporaires dessinés par Karcher.

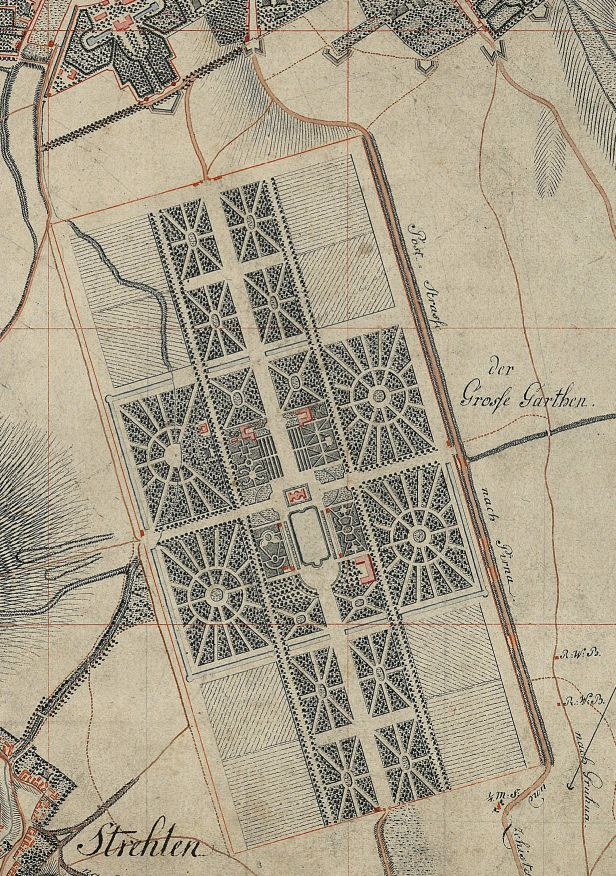
Plan de 1785

Karcher effectue un voyage d'étude en France en 1714, afin de visiter les parcs et de s'informer à propos de l'art paysager. Le résultat est la réalisation d'enclos de charmilles et la construction d'une faisanderie, ainsi que l'aménagement de bosquets. Un mur de deux mètres est construit autour du parc entre 1718 et 1722, selon un plan rectangulaire intégrant des terrains ne lui appartenant pas encore. Une allée en direction de Pirna (aujourd'hui la Stübelallee) est tracée au nord.
L'année 1719 est marquée par le mariage du prince héritier Frédéric-Auguste avec l'archiduchesse Marie-Josèphe d'Autriche, fille de l'empereur Joseph. De nouveau les festivités se succèdent avec faste, notamment le bal de Vénus. On installe un parterre pour un tournoi avec une tribune pour les dames et l'on construit un pavillon de Vénus à l'est du palais pour servir de salle de bal, ainsi qu'un théâtre de treillage et de verdure. D'autres festivités y ont lieu les années suivantes et des chasses au faisan sont organisées.
À partir de 1733 et la mort d'Auguste, le parc entre dans une période de décadence, ne servant qu'à quelques cérémonies officielles. De plus, il est endommagé par la Guerre de Sept Ans, lorsque l'armée du roi de Prusse y cantonne de 1756 à 1760. Finalement il est totalement délaissé et ses statues à l'antique sont détruites ou disparaissent. Il sert à la fin du XVIIIe siècle de terrain de chasse au faisan. Les guerres napoléoniennes provoquent aussi la ruine du Grand Jardin, notamment la bataille de Dresde des 26 et 27 août 1813 et le siège de la ville jusqu'en novembre 1813. Le palais qui a servi d'hôpital militaire pendant six mois est délabré. C'est l'année suivante que le gouverneur-général de la ville, le prince Nikolaï Repnine-Volkonski décide que le parc doit être ouvert au public. Plus tard, après une tentative de siège des Français, une commission se réunit pour la restauration du parc dans un but d'utilité économique. Après la fin de la guerre, l'élevage des faisans est supprimé et un parc à l'anglaise de goût romantique est dessiné, tel qu'il est aujourd'hui.

### Un parc public à l'anglaise

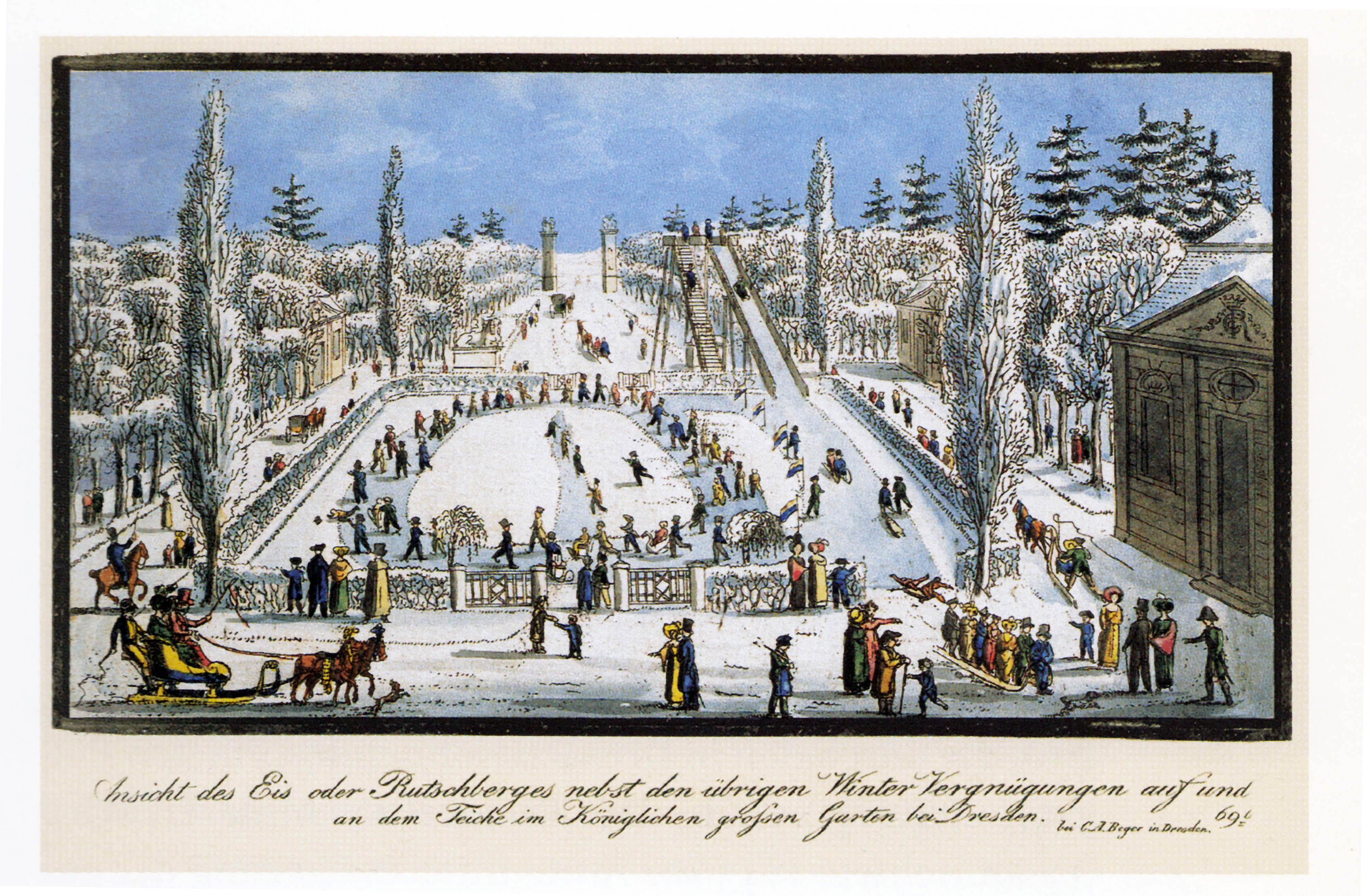
Vue du parc en hiver vers 1825

L'hiver une patinoire, une rampe de glissade et des courses de patinage sont organisées à partir de 1819 à l'initiative du prince Poutiatine. Une école de fructiculture est ouverte, les pavillons sont loués l'été, le commerce de bois est institué, le tout donnant une nouvelle attractivité au lieu dans l'esprit de rentabilité du « caméralisme ». Vers 1830, l'allée centrale qui mène au palais est supprimée, ainsi que les aménagements antérieurs, sans toucher à la structure du plan. Le palais sert à diverses expositions, comme celles organisées par la Société des horticulteurs Flora ou par l'Union royale médiévale de Saxe.
En 1861, le jardin zoologique est inauguré à l'est du Grand Jardin, ainsi qu'une petite partie à l'ouest, selon un plan de Peter Joseph Lenné, tandis que la Prairie des Bourgeois est allongée au sud-est, reliant ainsi par le zoo le parc au centre-ville, dont la frontière est le ruisseau Kaitz.

### La renaissance du parc

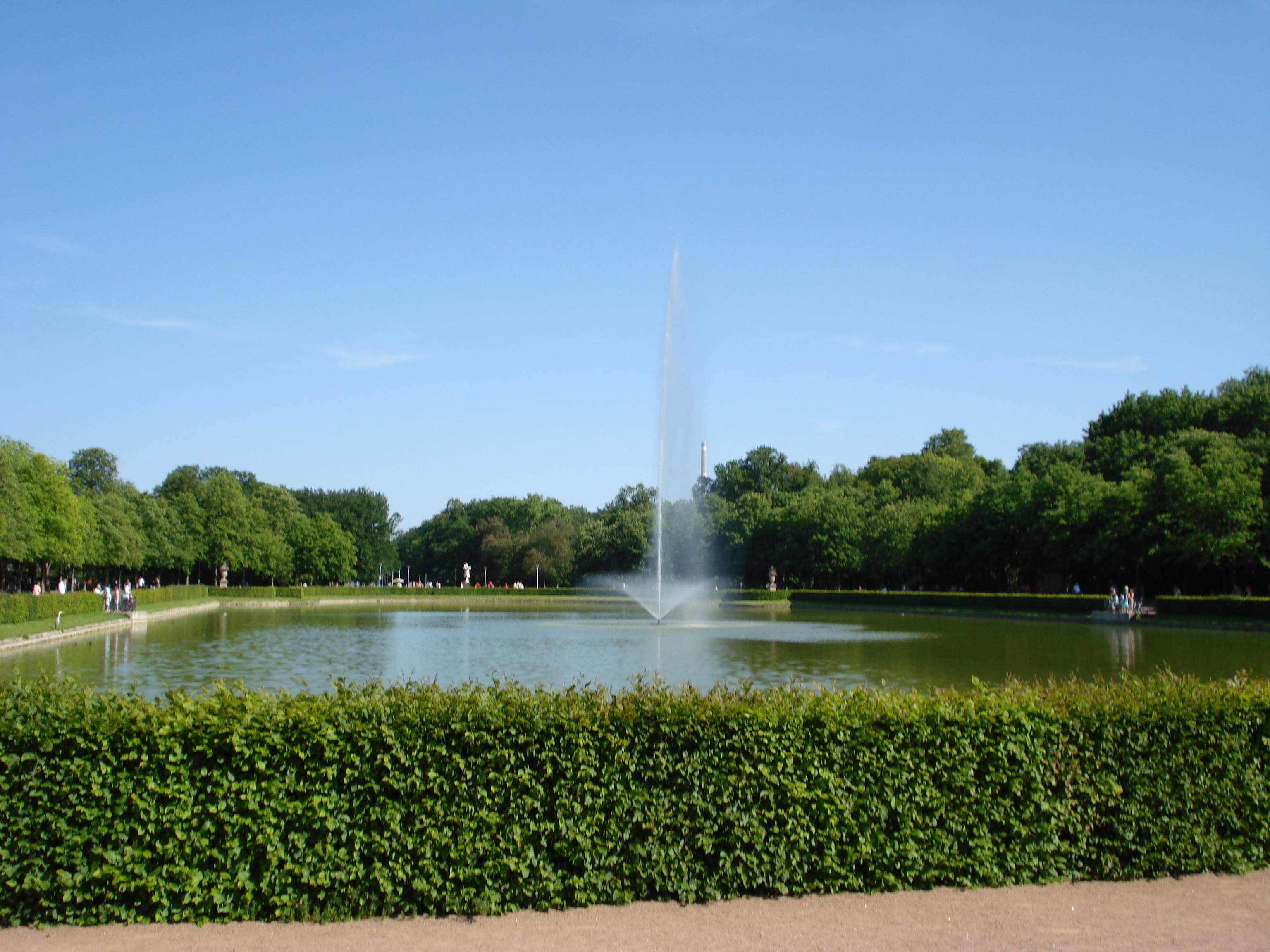
Vue du grand bassin

C'est en avril 1873 qu'arrive un jardinier de vingt-deux ans au poste d'Obergärtner (directeur), Friedrich Bouché (1850-1933), issu d'une famille renommée de jardiniers, à une époque où le parc n'est plus aux portes de la ville, mais entouré de nouveaux quartiers. Bouché remplit cette fonction pendant cinquante ans, jusqu'à sa retraite en 1922. Avant d'arriver, il a été formé sous la direction d'Hermann Sigismund Neumann au château d'Albrechtsberg.
Il fait venir de nouvelle essences et de nouvelles plantes à fleurs, aménage un pré au bord du Kaitz, refait planter en 1877 le verger de l'école de fructiculture, fait creuser le Carolasee en 1882, et aménager de nouvelles pelouses. Vers 1895, Bouché plante de nouveaux jardins près du palais, comme le jardin de rhododendrons, sélectionnés par son beau-père le jardinier dresdois Hermann Seidel, ou bien comme le jardin blanc, planté de magnolias, d'azalées et de conifères. Bouché modernise les canaux, tandis que les allées principales sont électrifiées, avec des attractions et des bancs installés. La circulation automobile y est interdite en 1906.
La première exposition internationale d'horticulture (Internationale Gartenschau) se tient au Grand Jardin de Dresde du 7 au 16 mai 1887, organisée par la Société saxonne de botanique et d'horticulture Flora. Elle est inaugurée par le roi Albert en personne et accueille avec succès cinq cents entreprises exposantes. La deuxième exposition se tient encore dans une partie au nord-ouest du Grand Jardin du 2 au 12 mai 1896, et la troisième du 4 au 12 mai 1907. Enfin l'exposition du jubilé du centenaire de la Société Flora, en 1926, fait venir au Grand Jardin plus de trois millions de visiteurs, constituant ainsi l'une des expositions les plus importantes des années 1920 en Allemagne. Elle est suivie en 1936 de l'exposition Reichsgartenschau qui remporte également un grand succès.

### Les années 1945-1950
C'est au début de l'année 1945 que Dresde est frappée par plusieurs attaques aériennes, touchant des cibles civiles et endommageant le parc. Mais c'est surtout le grand bombardement des 13 et 14 février 1945 qui détruit la ville et fait des dizaines de milliers de victimes civiles qui a pour conséquence d'anéantir le parc. Les arbres brûlent et le palais perd sa toiture. Cent soixante-dix bombes sont tombées sur le Grand Jardin.
Après la guerre, le parc est en grande partie loti en parcelles pour cultiver des légumes et des pommes de terre, afin de nourrir les survivants. Un des pavillons est restauré en 1946, un deuxième en 1950, un autre est rasé (pavillon H). Un petit train est inauguré le 1er juin 1950 pour le jour des pionniers par les autorités locales de la RDA. Il fonctionne toujours aujourd'hui d'avril à octobre

### Des années 1950 aux années 1990
Les autorités de la RDA transforment le parc en parc de la Culture, comme dans les autres pays du bloc communiste, avec attractions, allées asphaltées, terrains de sport, théâtre de verdure, etc. sous la direction notamment de Werner Bauch, sans toutefois toucher à la structure originelle. Le théâtre de la Jeune Garde y donne des représentations de 1954 à 1957 dans une construction néobaroque située dans une partie au sud-est, tandis qu'un théâtre de marionnettes de 350 places s'installe à l'allée d'Hercule à partir de 1955, allée qui est replantée en 1965. L'allée d'honneur est replantée quant à elle en 1976-1977.
Le parc est inscrit à la liste des monuments protégés en 1979, tandis que le palais est toujours en cours de restauration. Il sert aux activités des pionniers. Le 1er janvier 1993, le Grand Jardin de Dresde est placé sous l'administration de l'État libre de Saxe.

### Aujourd'hui

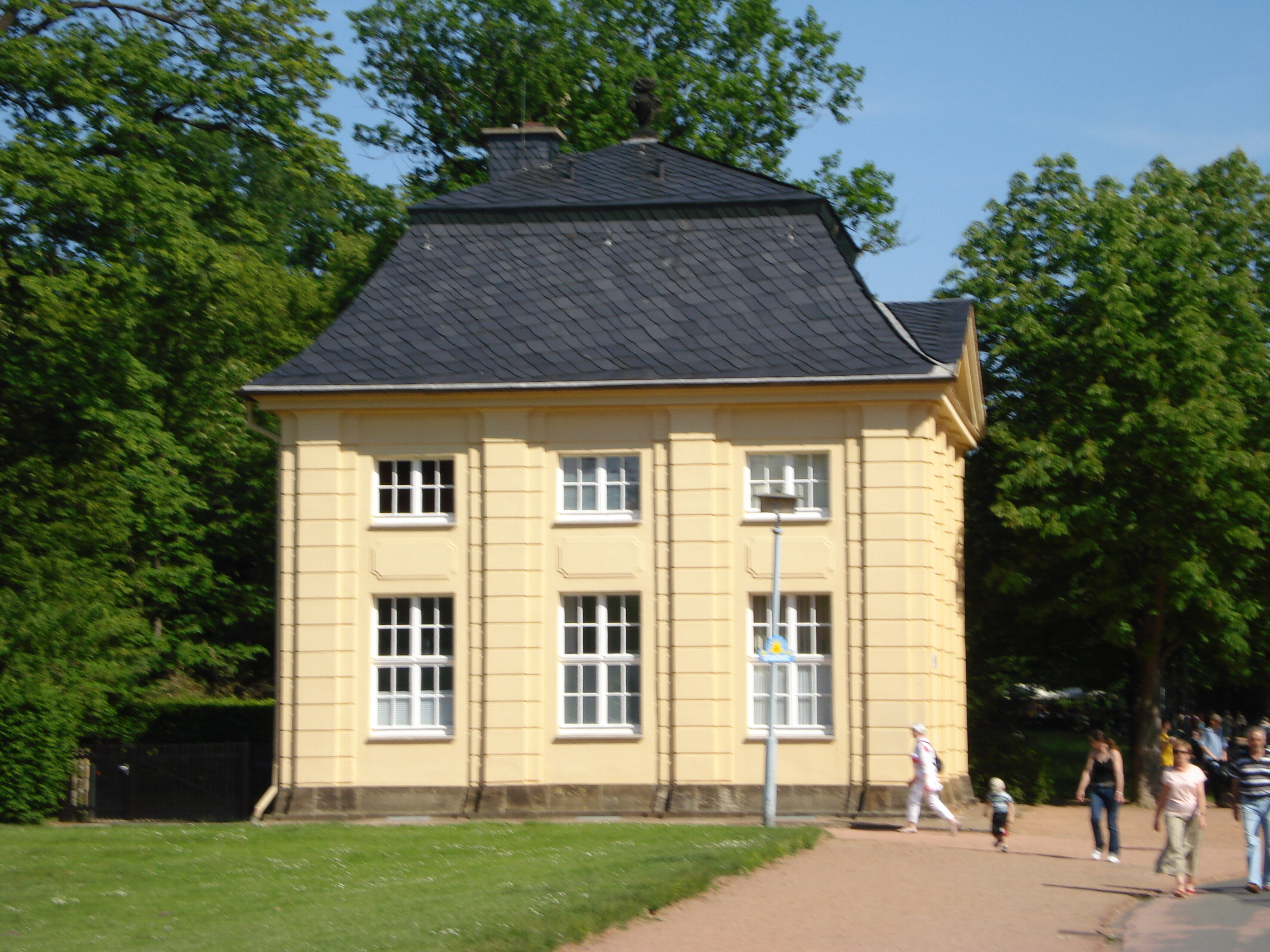
Photographie d'un des pavillons

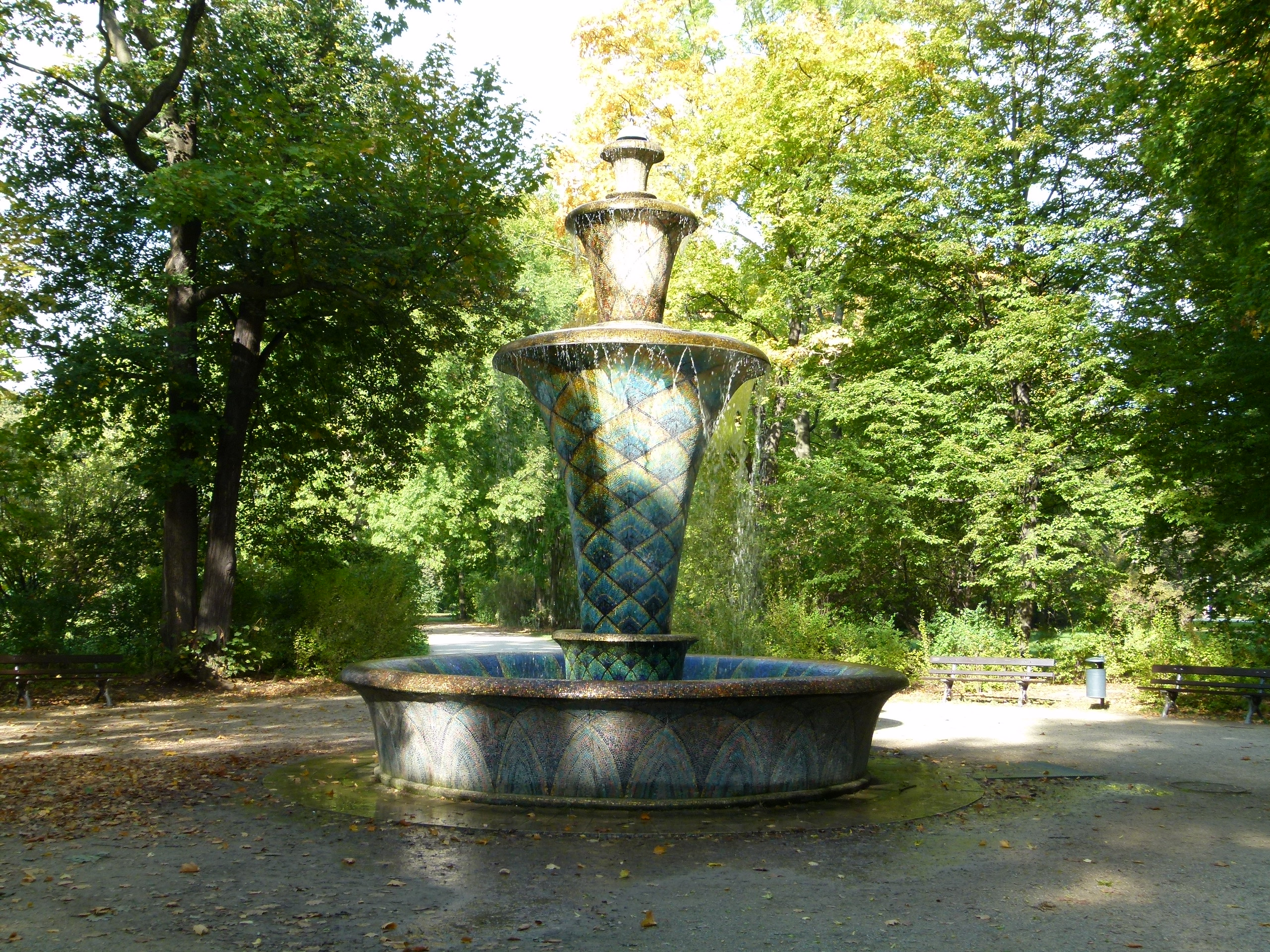
La fontaine de mosaïque, datant de 1926

Le Grand Jardin de Dresde comprend plusieurs aménagements et bâtiments:
- Le palais, construit entre 1678 et 1693. Incendié en février 1945 par le bombardement de la ville, il est restauré pendant plusieurs décennies. Aujourd'hui, il sert à des expositions et à des concerts.
- Les pavillons, ou Kavaliershäuser, ne sont plus que cinq aujourd'hui au lieu de huit, tandis qu'on peut encore remarquer les ruines d'un sixième. Ils étaient donnés en location depuis la première moitié du XIXe siècle. Oskar Kokoschka a habité un appartement du pavillon A de 1917 à 1923[8]. Le pavillon D était l'ancien logement de fonction de Friedrich Bouché et sert aujourd'hui de maison pour une association écologique de jeunesse. L'administration du parc siège dans le pavillon G.
- Le théâtre du parc, aménagé en 1719, se trouve entre le palais et l'allée sud. De l'époque baroque ne demeurent que les fondements.
- Les sculptures ont disparu pendant les guerres du XVIIIe siècle, mais il existe encore deux groupes de centaures d'Antonio Corradini au bout de la balustrade occidentale du palais, ainsi que deux petits vases du même sculpteur du côté est. D'autres groupes de Corradini se trouvent dans le parc, l'un au nord, l'autre près du Carolasee. On remarque une paire de lions (1814) de Christian Gottlieb Kühn (1780-1828) à l'allée princière, au nord, et trois sculptures de Wolf von Hoyer (1806-1873) placées en 1898 dans le jardin blanc.
- Les tourelles de portail construites au début du XIXe siècle ont été détruites par le bombardement de février 1945 et reconstruites à l'identique plus tard pour servir aujourd'hui de café-restaurants pour touristes.
- Le jardin zoologique a été inauguré en 1861.
- Pikardie, d'après la Picardie, était un bâtiment servant aux invités officiels. Aujourd'hui c'est un centre de recherches de l'université technique de Dresde, intitulé Nabeshima-Bau, du nom de l'historien de la porcelaine, le Japonais Nabeshima Naotsugu (1912-1981).
- Le jardin botanique de Dresde se trouve depuis 1893 à l'angle nord-ouest du Grand Jardin.

La construction de la toute proche fabrique de verre a été sujet à polémique du fait de la proximité du Grand Jardin.

## Notes et références

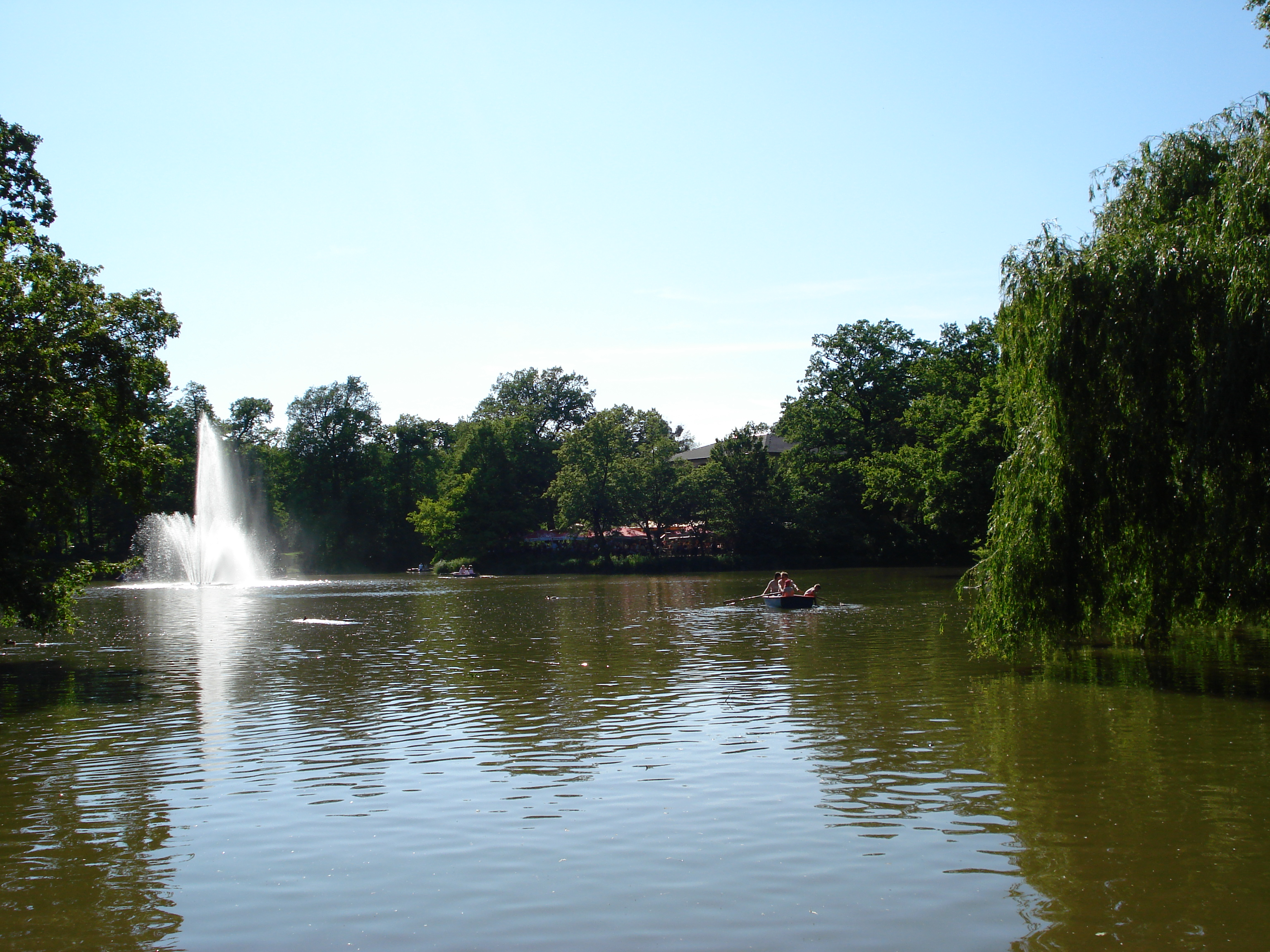
Vue du Carolasee

## Source
- (de) Cet article est partiellement ou en totalité issu de l’article de Wikipédia en allemand intitulé « Großer Garten (Dresden) » (voir la liste des auteurs).